# آني آدامز
آني آدامز (بالإنجليزية: Annie Adams)‏ هي ممثلة أمريكية، ولدت في 1847 في مدينة سولت ليك في الولايات المتحدة، وتوفي بنفس المكان في 17 مارس 1916.

## وصلات خارجية
- آني آدامز على موقع قاعدة بيانات برودواي على الإنترنت (الإنجليزية)